# STP Paxton Turbocar

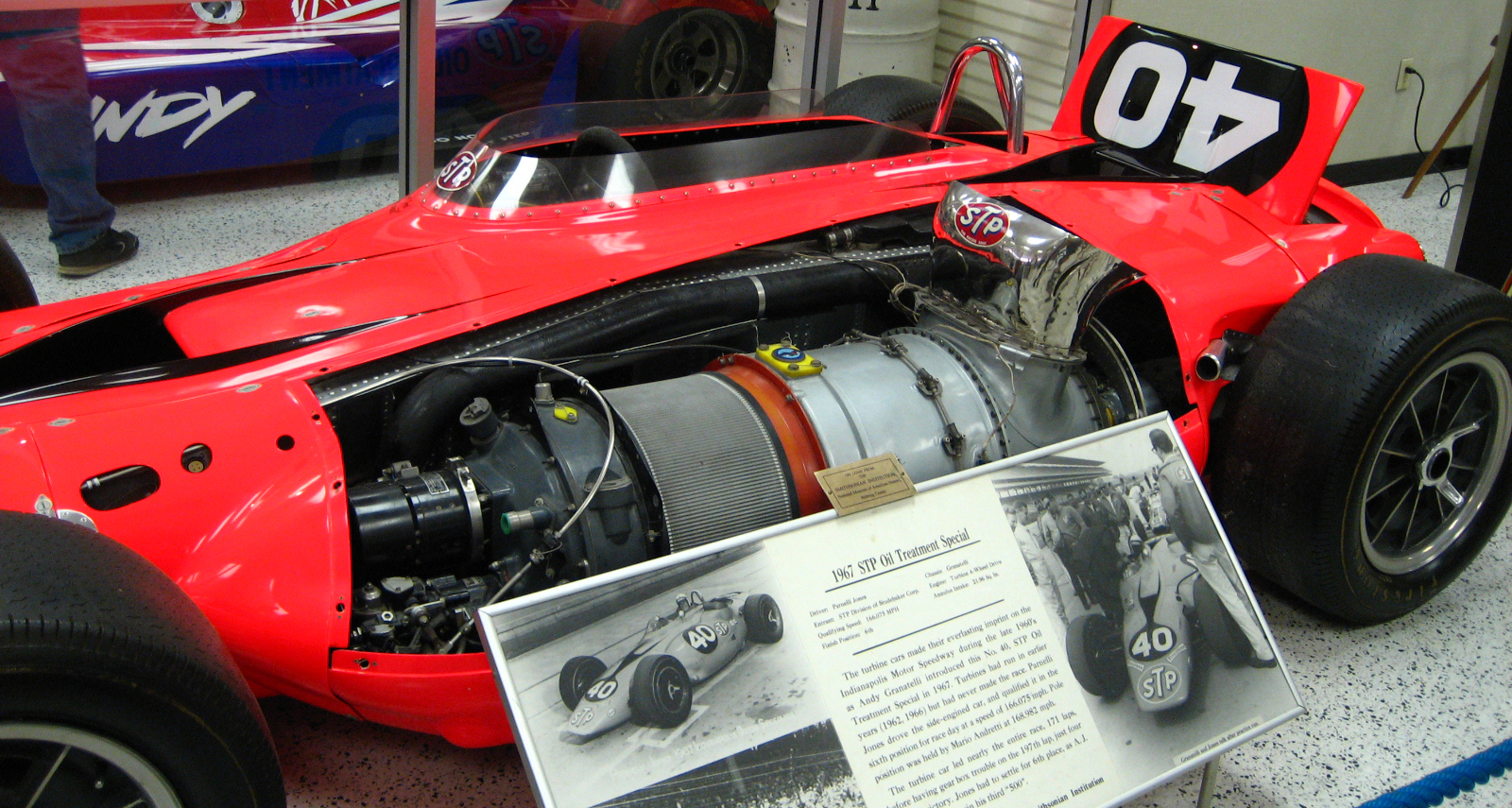
STP Oil Treatment Special в музее зала славы Инди-500

STP Paxton Turbocar (тж: STP Oil Treatment Special) — гоночный автомобиль, разработанный по идее генерального директора американской компании STP Энди Гранателли для гонки 500 миль Индианаполиса 1967 года. Уникальной на момент его создания технической особенностью автомобиля, как автомобиля вообще и гоночного автомобиля с открытыми колёсами в частности, был его силовой агрегат, состоящий из турбовального газотурбинного двигателя и полноприводной трансмиссии. Заявленный от гоночной команды STP Oil Treatment на Инди-500 1967 года, автомобиль под управлением Парнелли Джонса лидировал в гонке 171 круг из 200, в том числе со 151-го по 196-й, но сошёл из-за технической неисправности за 4 круга до финиша в режиме гонки под жёлтыми флагами. Успех автомобиля оказался настолько внезапным и ошеломляющим для всех, что некоторое время подобное направление развития гоночной техники всерьёз рассматривалось как одно из наиперспективнейших. Но в 1968 году USAC запретила участие в гонках под своей эгидой любым автомобилям как с газотурбинными двигателями, так и с полным приводом, и окончательные возможности концепции так и не были проверены временем.